# Henkäys Ikuisuudesta
Henkäys Ikuisuudesta – debiutancka solowa płyta Tarji Turunen, byłej wokalistki fińskiego zespołu Nightwish. Na płycie znajdują się kolędy, aranżacje poważne oraz jeden cover - Walking in the Air.

## Lista utworów
Opracowano na podstawie materiału źródłowego.
1. "Kuin Henkäys Ikuisuutta" (Turunen, Esa Niemien, Sinikka Svärd)
2. "You Would Have Loved This" (Cori Connors)
3. "Happy New Year" (Benny Andersson, Björn Ulvaeus)
4. "En Etsi Valtaa, Loistoa" (Jean Sibelius, Zacharias Topelius)
5. "Happy Christmas (War Is Over)" (John Lennon)
6. "Varpunen Jouluaamuna" (Otto Kotilainen, Zacharias Topelius)
7. "Ave Maria" (Franz Schubert, Sir Walter Scott)
8. "The Eyes of a Child" (Graham Russel, Ron Bloom)
9. "Mökit Nukkuu Lumiset" (Heino Kaski, Eino Leino)
10. "Jo Joutuu Ilta" (Jean Sibelius, Zacharias Topelius)
11. "Marian Poika" (Jester Hairston)
12. "Magnificat: Quia Respexit" (J.S. Bach)
13. "Walking in the Air" (Howard Blake)
14. "Jouluyö, Juhlayö" (Franz Xaver Gruber, Joseph Mohr)

## Breath from Eternity Tour
| Data              | Miasto     | Kraj      | Miejsce           |  |
| ----------------- | ---------- | --------- | ----------------- |  |
|                   |            |           |                   |  |
| 25 listopada 2006 | Helsinki   | Finlandia | House of Culture  |  |
| 3 grudnia 2006    | Joensuu    | Finlandia | Areena            |  |
| 5 grudnia 2006    | Jyväskylä  | Finlandia | Paviljonki Areena |  |
| 6 grudnia 2006    | Tampere    | Finlandia | Tampere Hall      |  |
| 12 grudnia 2006   | Lahti      | Finlandia | Sibelius Hall     |  |
| 15 grudnia 2006   | Turku      | Finlandia | Karibia Club      |  |
| 16 grudnia 2006   | Kuopio     | Finlandia | Music Center      |  |
| 19 grudnia 2006   | Petersburg | Rosja     | DK Lensoveta      |  |
| 20 grudnia 2006   | Moskwa     | Rosja     | MKHAT Theatre     |  |